# Monoposthia baxteri
Monoposthia baxteri is een rondwormensoort uit de familie van de Monoposthiidae. De wetenschappelijke naam van de soort is voor het eerst geldig gepubliceerd in 1994 door Keppner.